# 2017年美國聯盟外卡晉級賽
2017年美國聯盟外卡晉級賽（2017 American League Wild Card Game），是由東區、中區、西區等三區的冠軍以外的球隊進行排名，以勝率前兩名的球隊獲得外卡資格，兩隊將會進行1場比賽，獲勝的球隊可以晉級美國聯盟分區賽，其中兩隊以勝率較高的球隊獲得主場優勢，如果兩隊的勝率相同的時候，則以兩隊球季比賽獲得優勢的球隊擁有主場優勢。比賽於美國時間10月3日晚上8點開始。
紐約洋基（91勝71敗）在9月23日於客場以5：1擊敗多倫多藍鳥，獲得美國聯盟外卡資格。明尼蘇達雙城（85勝77敗）獲得外卡第2的資格。因洋基勝率比雙城高，因此獲得主場優勢。洋基先發投手為路易斯·賽佛里諾，雙城先發投手為厄文·桑塔那。
比賽結果最後由洋基以8比4擊敗雙城，獲得晉級美國聯盟分區賽，對手為美國聯盟第1種子克里夫蘭印第安人，有趣的是1997年、2007年洋基分區系列賽的對手也是印第安人，已經連續3個年份尾數為7的季後賽第1輪的對手都是印第安人。

## 比賽結果
洋基體育場，紐約，布朗克斯
| 明尼蘇達雙城 | 3 | 0 | 1 | 0 | 0 | 0 | 0 | 0 | 0 | 4 | 9 | 1 |
| 紐約洋基 | 3 | 1 | 1 | 2 | 0 | 0 | 1 | 0 | x | 8 | 9 | 0 |
| 勝投： 大衛·羅伯森 (1–0) 敗投： 荷西·貝瑞歐斯 (0–1) 全壘打： 雙城：布萊恩·多傑爾 (1上,3分)、艾迪·羅薩里奧 (3上,1分) 洋基：狄迪·葛雷格里斯 (1下,3分)、布萊特·加德納 (2下,1分)、亞倫·賈吉 (4下,2分) |   |   |   |   |   |   |   |   |   |   |   |   |

### 比賽經過
布萊恩·多傑爾在1局上半的時候就擊出首局首打席的全壘打，幫助雙城1：0領先，而接著艾迪·羅薩里奧則擊出2分打點全壘打，幫助球隊3：0領先 。之後路易斯·賽維里諾連續被2位打者上壘以後，就被換下場，總計只投0.1局，而接替的投手查德·格林則對接下來的2個打者精彩的投出三振，化解1出局2、3壘有人的危機。在1局下半洋基很快的就由狄迪·葛雷格里斯擊出追平比數的3分全壘打。在2局下半，布萊特·加德納擊出超前比數的陽春全壘打，以4：3領先，不過隨後雙城在3局上半得到1分追平比數，而洋基在3局下半再獲得1分，超前比數。在4局下半，亞倫·賈吉擊出2分打點全壘打，幫助洋基以7：4領先雙城，最後洋基就以8：4獲得勝利，也獲得2012年之後再度參加2017年美國聯盟分區賽的資格。
洋基的牛棚總計投了8.2局，只失掉1分，這也是洋基獲勝的關鍵。